# جيوفاني دي لا فيغا
جيوفاني دي لا فيغا (بالهولندية: Giovanni de la Vega)‏ هو لاعب كرة قدم هولندي في مركز الوسط، ولد في 22 فبراير 2000 في أمستردام في هولندا. لعب مع نادي أوترخت.